# شکوفه (ترانه کرلی)
«شکوفه» (به انگلیسی: Blossom) ترانه‌ای از خوانندهٔ استونیایی کرلی می‌باشد که به‌عنوان یک تک‌آهنگ از سومین آلبوم چندآهنگهٔ وی تحت عنوان عمیق‌ترین ریشه‌ها (۲۰۱۶) منتشر گردیده‌است؛ این ترانه در ۲۹ آوریل سال ۲۰۱۶ منتشر گردید و موزیک ویدئوی آن نیز یک روز قبل منتشر شده بود. نسخهٔ کرال این ترانه با نام «شکوفه (نواهای تالار بهشت)» در ۲۷ مهٔ سال ۲۰۱۶ منتشر شد.